# Merei
Merei – wieś w Rumunii, w okręgu Buzău, w gminie Merei. W 2011 roku liczyła 717 mieszkańców.